# Hey Baby (New Rising Sun)
Hey Baby (New Rising Sun) – piosenka Jimiego Hendrixa nagrana 1 lipca 1970 roku w Electric Lady Studios. 12 maja 1971 roku, po śmierci artysty, Eddie Kramer i John Jansen zmiksowali utwór. Po raz pierwszy ukazał się na albumie Rainbow Bridge, który został wydany w 1971 roku.
Utwór pojawił się jako ścieżka dźwiękowa w filmie Rainbow Bridge (1971).
W 1997 roku piosenka „Hey Baby (New Rising Sun)” została powtórnie wydana na albumie kompilacyjnym First Rays of the New Rising Sun.

## Twórcy
- Jimi Hendrix – gitara, śpiew
- Mitch Mitchell – perkusja
- Billy Cox – gitara basowa
- Juma Sultan – instrumenty perkusyjne